# Kittsee
Kittsee (węg. Köpcsény, słow. Kopčany, burg.-chorw. Gijeca) – gmina targowa w północno-wschodniej Austrii, w kraju związkowym Burgenland, w powiecie Neusiedl am See. Liczy 2,71 tys. mieszkańców (1 stycznia 2014).
Gmina targowa położona jest tuż przy granicy ze Słowacją, niedaleko Bratysławy. Do grudnia 2007 znajdowało się w niej przejście graniczne Jarovce-Kittsee.

## Historia
Miejscowość przez niemal całą swoją historię należała do Królestwa Węgier. Znajdowała się na pograniczu węgiersko-austriackim i prawdopodobnie w średniowieczu istniał w niej zamek obronny. Pierwsze pisane źródła mówią o Kittsee w 1291; w XIV wieku nazwa miejscowości zapisywana jest jako Koeche, później Kwkche lub Küccse. W 1529 i 1683 ówczesne miasto zostało zniszczone przez Turków. Wtedy też zniszczeniu uległ średniowieczny zamek.
W II połowie XIX wieku Kittsee padło ofiarą madziaryzacji – mimo że większość mieszkańców stanowili Niemcy (były to tzw. Niemieckie Węgry Zachodnie - Deutsch-Westungarn; mieszkali tutaj także liczni Chorwaci), od 1898 oficjalna nazwa gminy brzmiała Köpcsény. Według spisu z 1910 mieszkało tutaj 1 180 Niemców, 1 054 Chorwatów oraz 756 Węgrów. Po rozpadzie monarchii Habsburgów Kittsee, podobnie jak niemal cały rejon Burgenlandu, zostało przyłączone do Austrii w wyniku traktatu w Trianon. Jedynie niewielką, zachodnią część gminy wraz z jednym z dworców kolejowych przyłączono do ówczesnej Czechosłowacji jako Kopčany - najpierw samodzielną kolonię, a później część Petržalki (pozostającą nią do dziś).

## Zabytki

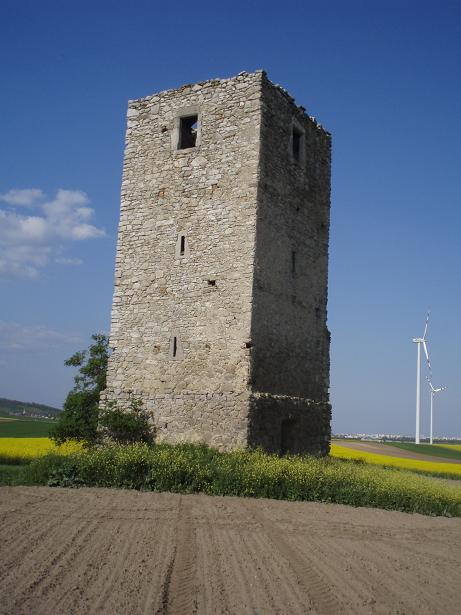
Wieża Heidenturm

- pałac z 1668 (Schloss Kittsee), wybudowany przez Johannesa Grafa Listy; w II połowie XIX wieku kupiony przez rodzinę Batthyány
- wieża Heidenturm ze średniowiecznego kościoła
- kościół z XVIII wieku